# Simula
Simula is een programmeertaal in de jaren 60 ontwikkeld door met name Ole-Johan Dahl en Kristen Nygaard bij het Noorse Rekencentrum in Oslo. Syntactisch gezien is het een superset van Algol-60. Hierbij werden concepten toegevoegd die dicht staan bij het huidige idee van klasses en objecten. Ook werden coroutines toegevoegd aan de taal. 
Zoals de naam al doet vermoeden, is de taal ontworpen om simulaties uit te kunnen voeren. De eisen die dit domein stelde aan de taal leidden ertoe dat Simula het paradigma van object-georiënteerd programmeren introduceerde. Als zodanig is het dan ook de voorloper van talen als Smalltalk, C++, Java en C#.
Simula is altijd meer geweest dan zomaar een academische taal. Het werd anno 2003 nog steeds gebruikt in een beperkt aantal applicaties. Toch ligt de grote waarde van de taal niet zozeer in de toepassingen als wel in zijn historische invloed.

## Hello world
Een voorbeeld van een Hello world-programma in Simula:
```
BEGIN
      outtext("Hello World!");
      outimage;
END;
```